# Лаврентьєвська сільська рада
Лавре́нтьєвська сільська рада (рос. Лаврентьевский сельский совет) — сільське поселення у складі Курманаєвського району Оренбурзької області Росії.
Адміністративний центр та єдиний населений пункт — село Лаврентьєвка.

## Населення
Населення — 371 особа (2019; 489 в 2010, 582 у 2002).